# 彭水站
彭水站，位于中华人民共和国重庆市彭水苗族土家族自治县绍庆街道，是渝怀铁路上的火车站。现由中国铁路成都局集团涪陵车务段管辖，客运办理旅客乘降，行李、包裹托运，货运办理整车货物发到，主要到发品为煤、矿石、粮食、化肥、农副。
车站于2006年启用。2019年8月，作为渝怀铁路二线建设工程一部分的彭水站站改工程启动；2020年9月，彭水站扩能改造工程完工，新站台投入使用；2021年，新站房投入使用。

## 图集

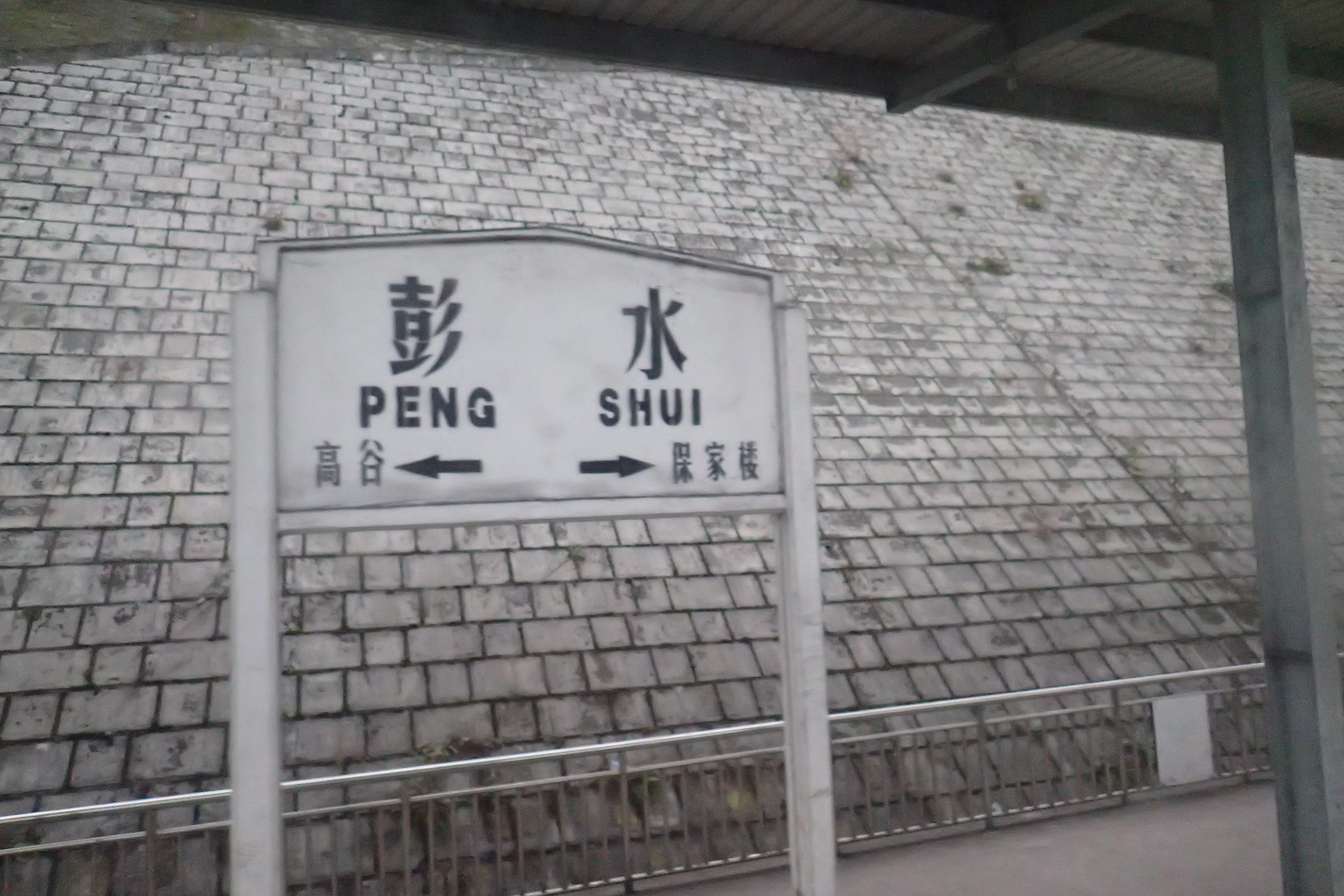
站牌（2016年）
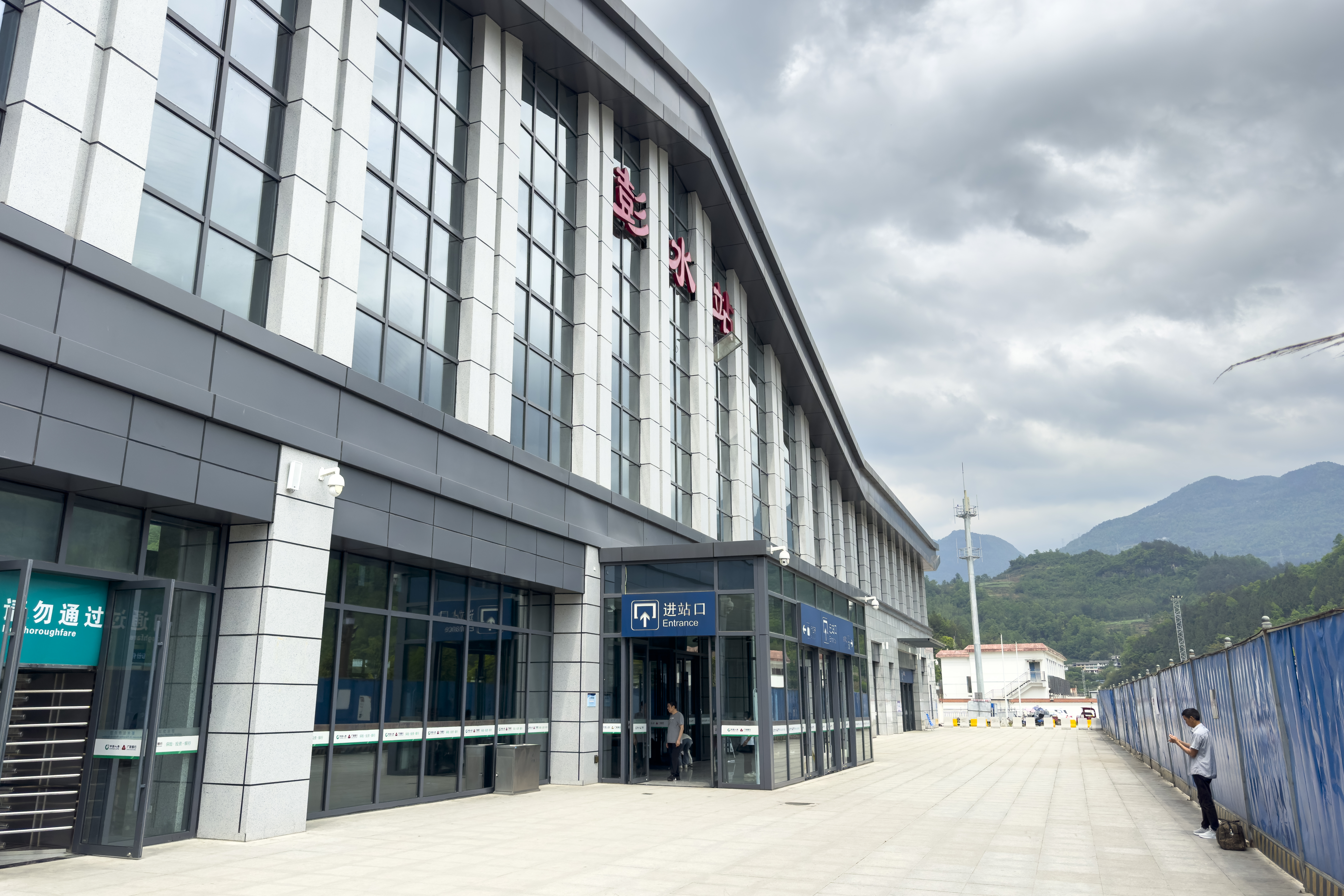
进站口
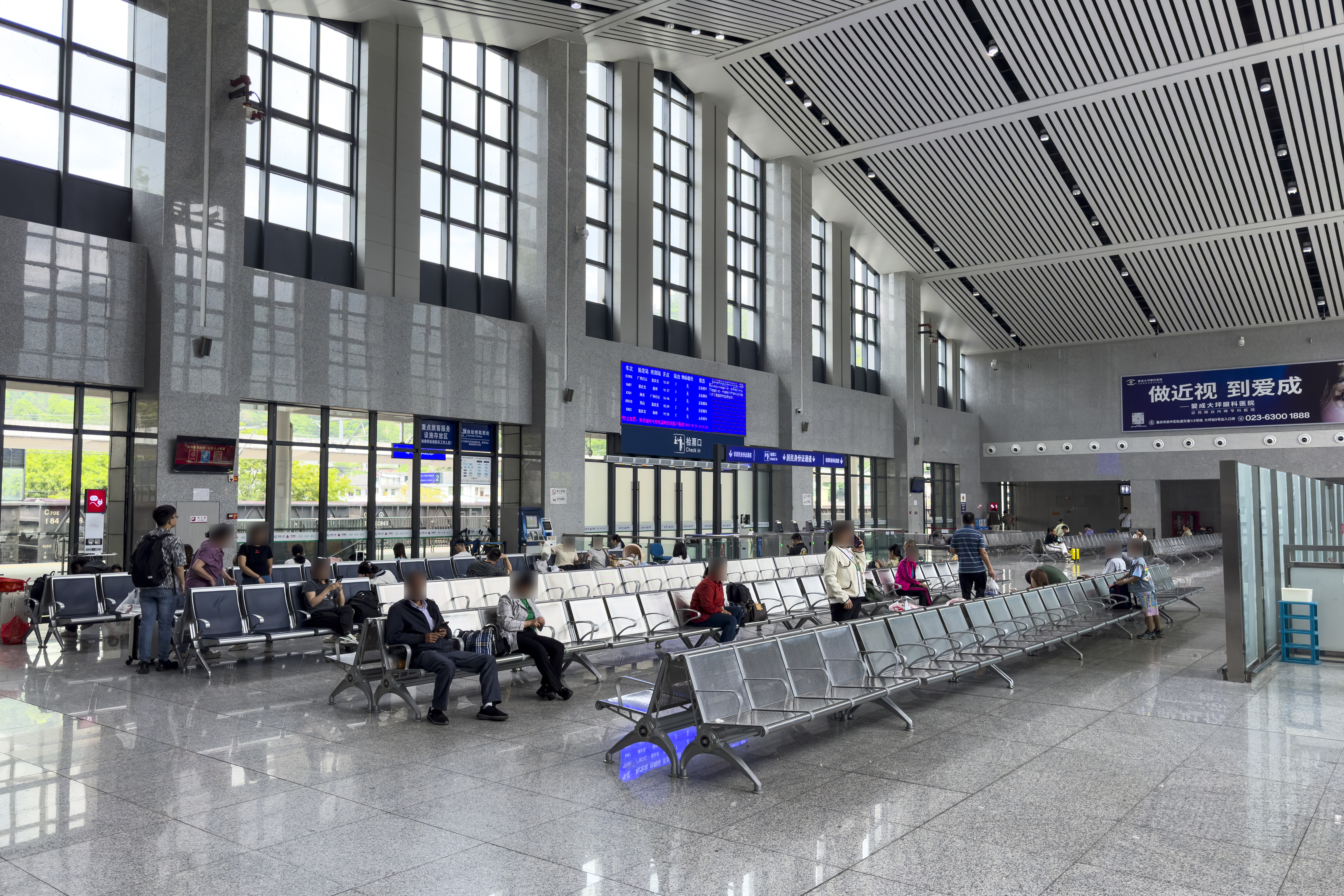
站厅